# Aguti deltowy
Aguti deltowy (Dasyprocta guamara) – gatunek gryzonia z rodziny agutiowatych, żyjący endemicznie w 
delcie rzeki Orinoko w Wenezueli. Międzynarodowa Unia Ochrony Przyrody (IUCN) wymienia gatunek w Czerwonej księdze gatunków zagrożonych jako gatunek bliski zagrożenia (near threatened – NT).

## Tryb życia
Aguti deltowy wiedzie naziemny, dzienny tryb życia.

## Ekologia
Jest roślinożercą. Żywi się owocami i nasionami. 

## Rozmieszczenie geograficzne
Aguti deltowy zamieszkuje gęste i podmokłe lasy w delcie rzeki Orinoko w Wenezueli. Znany jest tylko z dwóch lokalizacji. Zamieszkuje tereny nizinne do 30 m n.p.m.